# Jaroslav Hrbek (generál)
Jaroslav Hrbek (9. července 1892 Polesí [tehdy Rymberk] – 19. ledna 1973 Praha) byl legionář a československý generál.

## Život
V letech 1910–1914 studoval na Vysoké škole chemické při české technice v Praze. Po začátku 1. světové války narukoval do rakousko-uherské armády. V roce 1915 byl na ruské frontě zajat a následně vstoupil do srbské dobrovolnické divize. Na začátku roku 1917 vstoupil do československých legií, kde později působil v Československém deníku a v lednu 1919 zřídil a vedl Československou telegrafní a tiskovou kancelář v Rusku. Po návratu do vlasti dokončil vysokoškolská studia a poté působil na ministerstvu obrany a zemském vojenském velitelství v Čechách. V době nacistické okupace byl činný v domácím odboji a v letech 1942–1945 byl vězněn v nacistickém vězení.
V roce 1945 byl povýšen do hodnosti brigádního generála a v roce 1946 do hodnosti divizního generála. Po nástupu komunistického režimu byl penzionován, byl vykázán z Prahy a byl i jinak perzekvován. Koncem 60. let 20. století se zasazoval o znovuobnovení Československé obce legionářské.